# SD機動戦士ガンダム
『SD機動戦士ガンダム』（エスディーきどうせんしガンダム）は、エンジェルから発売されたスーパーファミコン用ゲームソフトで、「SDガンダム」を題材にしたアクションゲームである。
横スクロールのアクションゲーム。アーケードゲーム『機動戦士SDガンダム サイコサラマンダーの脅威』をモチーフにしている。一年戦争を舞台にした『V作戦始動』と、グリプス戦役を舞台にした『2』が制作された。2人同時プレイが可能。

## SD機動戦士ガンダム V作戦始動
『機動戦士ガンダム』の世界を舞台としており、TVシリーズのストーリーに沿ってステージが進んでいく。また、1ステージごとにアイキャッチがある。
対戦モードでは、本作に登場したMSやMAを選んで対戦格闘ゲームのように遊ぶことができる。
ただし、ジオングとエルメスは宇宙専用、ズゴックとグフは地上専用であり、選択することのできないMS・MAも存在する。全MAの中では、エルメスしか選ぶことができない。

### 登場機体
- ガンダム（プレイヤー機体1P）
- プロトタイプガンダム（プレイヤー機体2P）
- ザクII
- グフ
- ズゴック
- ドップ
- ドダイYS
- ザクレロ
- アッザム
- ビグロ
- グラブロ
- ギャン
- ビグ・ザム
- エルメス
- ジオング

### 評価
ファミコン通信クロスレビューでは4、4、5、3の16点。レビュアーは武器が強くても敵がすばしっこくて近づけず逆に攻撃を受けやすいためダメージ覚悟で近付くかビームを撃つだけのシューティングゲームになっていると指摘した他、コンティニュー回数がもっとあればやる気が上がるとした一方でストーリーが原作に忠実でグラディウスのような武器選択システムはファンにとってはうれしいとした。

## SD機動戦士ガンダム2
『機動戦士Ζガンダム』の世界を舞台にした作品。『SD機動戦士ガンダム V作戦始動』の続編にあたる。基本的なゲームシステムも踏襲しているが、選択できる機体がガンダムMk-II・Ζガンダム・百式の3機を選択することができるようになった。選択する機体によってストーリーとステージが全て異なるが、それぞれのステージ数は全6ステージと同じである
1人プレイのストーリーはアニメと同じ時間軸で進むため、ガンダムMk-IIについてはパイロットが体験したものではなく、MSが体験したものになっている。2人プレイ時は1人プレイ時とは違いステージ名が表示されず、ストーリーが曖昧にされている。

### ティターンズ視点ストーリー
タイトル画面が出るまでに「↑↓X←→YBA」と入力することにより、LEVELに「BLACK」が追加される。その難易度に設定した上でガンダムMk-IIを選択すると、黒いガンダムMK-IIによるストーリー「BLACK GUNDAM ～OUTSIDER～」が始まる。黒いMk-IIはティターンズカラーのガンダムであり、ティターンズ側（敵側）視点でのストーリーで遊ぶことができる。こちらは全4ステージ。

### 登場機体
- ガンダムMk-II
- Ζガンダム
- 百式
- リック・ディアス
- ガンキャノン重装型
- ジム・キャノン
- ザク・マリンタイプ（マリン・ハイザック）
- グフ飛行試験型
- ジムII
- ハイザック
- ハイザック・カスタム
- マラサイ
- ガルバルディβ
- バーザム
- ガブスレイ
- ハンブラビ
- バイアラン
- アッシマー
- バウンド・ドック
- ギャプラン
- サイコガンダム
- サイコガンダムMk-II
- メッサーラ
- パラス・アテネ
- ボリノーク・サマーン
- ジ・オ
- ガザC
- キュベレイ